# Aartsbisdom Florencia
Het aartsbisdom Florencia (Latijn: Archidioecesis Florentiae) is een rooms-katholiek aartsbisdom met als zetel Florencia, in Colombia. De aartsbisschop van Florencia is metropoliet van de kerkprovincie Florencia, waartoe ook de volgende suffragane bisdommen behoren:
- Mocoa-Sibundoy
- San Vicente del Caguán

## Geschiedenis
Het aartsbisdom werd opgericht op 8 februari 1951, als het apostolisch vicariaat Florencia, uit delen van het apostolisch vicariaat Caquetá. Op 9 december 1985 werd het verheven tot bisdom en was suffragaan aan het aartsbisdom Ibagué. Op 13 juli 2019 werd het verheven tot metropolitaan aartsbisdom. 

## Parochies
Het aartsbisdom had in 2021 een oppervlakte van 15.440 km2 en telde 508.534 inwoners waarvan 66,4% rooms-katholiek was.

## Ordinarii

### Apostolisch vicarissen
- Antonio Torasso (10 januari 1952 - 22 oktober 1960)
- Angelo Cuniberti (18 april 1961 - 15 november 1978)

### Bisschoppen
- José Luis Serna Alzate (15 november 1978 - 8 juli 1989)
- Fabián Marulanda López (22 december 1989 - 19 juli 2002)
- Jorge Alberto Ossa Soto (21 januari 2003 - 15 juli 2011)

### Aartsbisschoppen
- Omar de Jesús Mejía Giraldo (27 april 2013 - heden)

## Galerij van afbeeldingen

Wapen van het aartsbisdom Florencia
Voormalig wapen van het bisdom Florencia
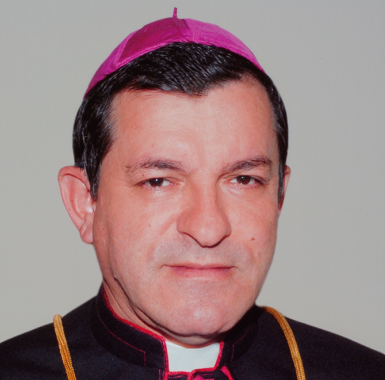
Bisschop Jorge Alberto Ossa Soto (2003-2011)

Florencia (aartsbisdom) · Mocoa-Sibundoy · San Vicente del Caguán